# Сборная Финляндии по пляжному футболу
Сборная Финляндии по пляжному футболу — национальная команда, которая представляет Финляндию на международных соревновательных дисциплинах по пляжному футболу. Управляется Футбольной ассоциацией Финляндии.

## История
На международном уровне Финляндия дебютировала 27 июня 2009 года в товарищеском матче против Эстонии, который состоялся в городе Пярну. Встреча завершилась поражением команды Пертту Нисула со счётом 1:4.
В сентябре 2017 года команда сыграла на Кубке Скандинавии в Дании, где заняла первое место. Дебютный матч завершился поражением от «Копенгагена» (3:4), а в следующих играх финны одержали победы над «Мальмё» (9:1) и Норвегией (7:3). Тони Кнайп и Илья Дементьев получили получили награды лучшего игрока и лучшего бомбардира соответственно.
В 2019 году пляжный футбол официально вошёл в систему Футбольной ассоциации Финляндии В июле того же года сборная провела в Таллине два товарищеских матча против Эстонии (1:5) и Латвии (5:7).
Впервые в Евролиге Финляндия сыграла в 2019 году, проиграв в матче против Румынии (4:7) и Греции (3:5). Участие в турнире позволило скандинавской команде занять в мировом рейтинге пляжного футбола 102 место.